# Mount Engelstad
Mount Engelstad (auch Ole-Engelstad-Berg) ist ein 3252 m hoher Berg mit einem abgerundeten und schneebedeckten Gipfel in der antarktischen Ross Dependency. Im Königin-Maud-Gebirge ragt er am Kopfende des Axel-Heiberg-Gletschers am Polarplateau auf halber Strecke zwischen der Helland-Hansen-Schulter und dem Mount Wilhelm Christophersen auf.
Der norwegische Polarforscher Roald Amundsen entdeckte und benannte ihn 1911 bei seiner Südpolexpedition (1910–1912). Namensgeber ist Fregattenkapitän Ole Engelstad (1876–1909) von der norwegischen Marine, den Amundsen als stellvertretenden Kommandanten des Forschungsschiffs Fram vorgesehen hatte, der jedoch am 26. Juli 1909 im norwegischen Horten beim Testen eines Drachen durch einen Blitzschlag ums Leben gekommen war.